# 高季式
高 季式（こう きしき、516年 - 553年）は、中国の北魏末から北斉にかけての軍人。字は子通。本貫は渤海郡蓨県。高乾の弟。

## 経歴
高翼の四男として生まれた。中興元年（531年）、鎮遠将軍・正員郎に任ぜられ、衛将軍・金紫光禄大夫に転じた。まもなく散騎常侍を加えられ、主衣都統を領した。中興2年（532年）、韓陵の戦いで高歓が爾朱氏を破ると、季式は7騎で追撃し、野馬崗を越えて、爾朱兆に迫った。太昌元年（同年）、尚食典御に任じられた。
東魏の天平年間、季式は済州刺史として出向した。劉盤陀・史明曜らの反乱軍が斉州・兗州・青州・徐州の間に出没し、歴代の刺史は討伐できずにいたが、季式がやってくると、反乱軍を撃破した。まもなく濮陽の杜霊椿らが1万人を集めて乱を起こすと、季式は300騎を派遣して、一戦して杜霊椿を捕らえた。また陽平郡路文県の緒顕らが乱を起こすと、季式がこれを討ち平らげた。また反乱軍が南清河郡を落とすと、季式は兵を派遣して対峙し、時機をみて斬り殺した。これ以後、山東の民乱はおさまり、東魏の治安は安定に向かった。
元象元年（538年）、西魏の大軍が東進してくると、高歓は邙山に陣取って迎撃したが、東魏の軍は大敗を喫した。このとき季式は部下に梁への亡命を勧められたが、死戦を誓って拒絶した。鄴に入って散騎常侍となった。興和年間、行晋州事となった。晋州での任を解かれると、永安戍に駐屯した。兄の高慎が虎牢で西魏に降ると、信書を送って季式に知らせてきたが、季式は驚き高歓に報告した。高歓は季式の忠誠を明らかにして、元通りに待遇した。武定年間、侍中に任じられ、まもなく冀州大中正を加えられた。都督となり、清河公高岳の下で蕭淵明を寒山で討ち、侯景を渦陽で撃破した。凱旋すると、衛尉卿に任ぜられた。再び都督となると、高岳の下で王思政を潁川に攻撃し、これを落とした。前後の功により儀同三司を加えられた。
北斉の天保元年（550年）、乗氏県子に封ぜられ、都督となり、司徒の潘楽の下で淮南を征討した。楽人を使って私交易をおこなった事件に連座して拘禁されたが、まもなく赦免された。天保4年（553年）夏、疽がもとで死去した。38歳であった。侍中・使持節・都督滄冀二州諸軍事・開府儀同三司・冀州刺史の位を追贈され、諡を恭穆といった。
子に高潭があった。

## 人物・逸話
季式は豪毅で酒を好み、家の勲功をたのんで、法令に拘らなかった。光州の李元忠に一壺の酒を届けた話や、司馬消難の首に鎖をかけて酒を無理強いした話などが伝わっている。

## 伝記資料
- 『北斉書』巻21 列伝第13
- 『北史』巻31 列伝第19